# Gesetz zur Digitalisierung der Energiewende
Das Gesetz zur Digitalisierung der Energiewende (GDEW) ist ein deutsches Bundesgesetz zur Ausstattung und zum Betrieb intelligenter Messsysteme („Smart Meter“) im Zusammenhang mit der Energiewende.

## Entstehung und Ziele
Das BMWi hatte im Februar 2015 Eckpunkte für ein Regelungspaket präsentiert, das den Einsatz intelligenter Messsysteme sicher und kosteneffizient vorantreiben sollte. 
Durch den beschleunigten Umbau der Elektrizitätsversorgung zu einem dezentralen System mit bidirektionalen Informations- und Stromflüssen erforderliche Maßnahmen:
- Vermeidung unverhältnismäßiger Kosten für Letztverbraucher, Erzeuger sowie Messstellen- bzw. Netzbetreiber bei der EU-rechtlich gebotenen Umstellung von 80 Prozent der Letztverbraucher auf intelligente Messsysteme Smart Metering,
- technische Mindestanforderungen zur Maximierung des gesamtwirtschaftlichen Nutzens aus Energieeinsparungen und Lastverlagerungen sowie
- Gewährung von Datenschutz und Datensicherheit.

Die in der Verbändeanhörung eingereichten Stellungnahmen gingen auseinander. Einige Branchenverbände und Verbraucherschützer kritisierten, dass der Datenschutz teilweise ungenügend, teilweise zu streng sei und den hohen Kosten nur geringer Nutzen gegenüberstehe. Andere Branchenverbände begrüßten den Entwurf und kritisierten das langsame Tempo.
Teilweise wird kritisiert, dass die zu erwartenden Kosten auf die Verbraucher abgewälzt werden sollen, da sie über Kostenstufen mit zu erwartenden Einsparungen verrechnet werden. Andere fordern, dass die Initialkosten für die IT-Investitionen stattdessen über Sonderfinanzierungstöpfe auf alle Verbraucher umgelegt werden sollten. Wiederum andere sähen darin eine Verzerrung des Wettbewerbs. Ausschließlich um die Herstellungskosten über hohe Stückzahlen zu senken, würde der Einbau auch für geringe Erzeuger nach EEG vorgeschrieben. Die Kosten der Smart Meter verteuerten die Stromerzeugung mit kleinen EE-Anlagen.
Am 4. November 2015 hat das Bundeskabinett den vom BMWi vorgelegten Regierungsentwurf beschlossen.
Das Gesetz wurde am 24. Juni 2016 im Bundestag verabschiedet und am 8. Juli 2016 vom Bundesrat bestätigt.

## Zentrale Aspekte des Gesetzes
Das Gesetz zur Digitalisierung der Energiewende enthält neben der Änderung von zwei anderen Bundesgesetzen und Änderungen an zehn Verordnungen das neue Gesetz über den Messstellenbetrieb und die Datenkommunikation in intelligenten Energienetzen (Messstellenbetriebsgesetz – MsbG).
Das Messstellenbetriebsgesetz besteht aus den vier Teilen „Allgemeine Bestimmungen“, „Messstellenbetrieb“, „Regelungen zur Datenkommunikation in intelligenten Energienetzen“ und "Besondere Aufgaben der Regulierungsbehörden".

### Rollen und Aufgaben nach dem Messstellenbetriebsgesetz (MsbG)
Normadressaten des Gesetzes sind die deutschen Verteilernetzbetreiber, unter Berücksichtigung, dass der Messstellenbetrieb nun aber dogmatisch vom Netzbetrieb getrennt ist. Diese haben als grundzuständige Messstellenbetreiber (gMSB) zunächst die Verantwortung für Rollout und Administration des modernen Messwesens. Somit erweitert sich ihr Aufgabenumfang gegenüber dem bisherigen Messwesen (früher Messstellenbetrieb, Messung und Abrechnung). Es wird aufgrund der Digitalisierung und damit verbundenen hohen Anforderungen in Bezug auf Prozesslandschaft und IT-Sicherheit deutlich größer und komplexer.

### Technische Mindestanforderungen für Datenschutz und Datensicherheit
Das Gesetz spezifiziert Schutzprofile und technische Richtlinien für intelligente Messsysteme zur Gewährleistung von Datenschutz, Datensicherheit und Interoperabilität. Weiterhin enthält es detaillierte Regelungen, wer wann auf welche Daten zugreifen darf. 

### Kosten und Nutzen
Das Gesetz definiert die Kostenregelung mit Preisobergrenzen für den Einbau eines intelligenten Messsystems. Der Einbau der intelligenten Messsysteme soll darüber hinaus stufenweise erfolgen: Größere Verbraucher und Erzeugungsanlagen sollen beim Einsatz moderner Mess- und Steuerungstechnik die Vorreiterrolle übernehmen, kleinere Stromverbraucher folgen später. 